# The Black Circus Part 1: Letters
Albums de Manticora
8 Deadly Sins
(2004) The Black Circus Part 2: Disclosure
(2007)
The Black Circus Part 1: Letters est le cinquième album du groupe danois de Power metal Manticora, publié en septembre 2006 par Locomotive Music.
C'est un concept-album en deux volumes qui raconte l'histoire d'un homme engagé dans un cirque tenu par des gitans. Le récit se fait sous forme épistolaire et baigne dans le monde de Lovecraft.

## Liste des chansons
Toute la musique est composée par Manticora.
| No  | Titre                     | Durée |
| --- | ------------------------- | ----- |
| 1.  | Enter The Carnival        | 2:07  |
| 2.  | The Black Circus          | 5:26  |
| 3.  | Intuneric I               | 0:31  |
| 4.  | Enchanted Mind            | 5:29  |
| 5.  | Intuneric II              | 1:02  |
| 6.  | Forever Carousel          | 5:54  |
| 7.  | Freakshow                 | 4:53  |
| 8.  | Gypsies' Dance Part 1     | 6:34  |
| 9.  | Intuneric III             | 0:36  |
| 10. | Wisdom                    | 7:00  |
| 11. | Intuneric IV              | 2:00  |
| 12. | Disciples Of The Entities | 5:48  |